# Juan Nepomuceno Guerra
Juan Nepomuceno Guerra  (18 de julio de 1915 - 12 de julio de 2001), conocido como «Don Juan» o «El Padrino de Matamorros», fue un contrabandista y narcotraficante mexicano, fundador de la organización criminal Cártel del Golfo.
Guerra fue caracterizado en la segunda temporada de la serie de ficción realista Narcos: México de Netflix, donde fue interpretado por Jesús Ochoa.

## Trayectoria
En la década de 1930 comenzó a contrabandear whisky hacia Estados Unidos a través de Texas, constituyendo una organización bien estructurada en la frontera. A través de conexiones políticas que había fomentado, Nepomuceno Guerra fue capaz de controlar todo el contrabando a través del Río Bravo. En la década de 1980 su sobrino, Juan García Abrego, tomó el control de la organización dejando el contrabando a un lado para introducirla en el negocio del narcotráfico, comenzando a utilizar las conexiones de su tío para iniciar el crecimiento de lo que más adelante sería conocido como el Cártel del Golfo.
Según fuentes noticiosas, a pesar de que constituyó la organización ilícita que sería, posteriormente, uno de los cárteles de la droga más importantes de México, Juan Nepomuceno Guerra solo pasó "unas pocas horas en la cárcel" por sus crímenes ya que, según se dice, él la dirigió en la época donde trabajaban en el contrabando de licores, mas no en el tráfico de drogas. Se cree que fue unas de las pocas personas que traicionó al jefe de jefes (Miguel Ángel Félix Gallardo) y salió indemne, puesto que tenía vínculos con el presidente de México.
El 17 de junio de 2015, el gobernador de Tamaulipas, Egidio Torre Cantú, inauguró una calle con su nombre en la Colonia Popular Reserva Territorial Campestre en la ciudad de Reynosa, contando con una inversión de 8,5 millones de pesos, hecho que provocó una cobertura mediática por parte de los medios de comunicación nacionales, criticando el actuar del alcalde.